# Chiesa di Santa Lucia (Masullas)
La chiesa di Santa Lucia è un luogo di culto cattolico a Masullas. Si tratta di una delle due chiese romaniche (assieme alla chiesa di San Leonardo) ancora presenti nel paese. Si trova nella piazza che prende il nome da essa.
È una delle quattro chiese del paese assieme alle: chiesa di San Leonardo (Masullas),chiesa della Beata Vergine delle Grazie (Masullas) e alla chiesa di San Francesco .

## Descrizione
È una delle più antiche chiese di Masullas. La sua costruzione risale al XIV secolo  L’edificio si imposta su un'unica navata priva di abside. La chiesa presenta un campanile a vela e sullo stesso asse del campanile troviamo il portale a tutto sesto. La festa, a cadenza annuale, dedicata alla santa si svolge durante la metà del mese di dicembre e oltre alla messa si prepara un falò, detto "Su fogadoni".
È stata sede della Confraternita dei Disciplinanti, (detta anche del Gonfalone) la quale praticava e diffondeva le penitenze corporali mediante l’autoflagellazione. Nel 1830 venne proibita perché fatiscente .
Sul finire del XX secolo subì interventi di ristrutturazione.